# Lethrus tenuestriatus
Lethrus tenuestriatus är en skalbaggsart som beskrevs av Nikolajev 1976. Lethrus tenuestriatus ingår i släktet Lethrus och familjen tordyvlar. Inga underarter finns listade i Catalogue of Life.